# Graziella Sciutti
Graziella Sciutti (* 17. April 1927 in Turin; † 9. April 2001 in Genf) war eine italienische Opernsängerin (Sopran).

## Leben
Ihre Stimme wurde an der Accademia di Santa Cecilia in Rom ausgebildet. 1949 debütierte sie in Venedig als Konzertsängerin, 1950 beim Festival d’Aix-en-Provence als Bühnensängerin in Domenico Cimarosas komischer Oper Die heimliche Ehe. Auch in den folgenden Jahren trat sie in Aix-en-Provence auf und hatte dann 1952 als Susanna in Wolfgang Amadeus Mozarts Oper Le nozze di Figaro einen besonders stürmischen Erfolg. Außerdem sang sie beim Holland Festival und bei den Festspielen in Glyndebourne und Edinburgh, wo sie vor allem als Rosina in Der Barbier von Sevilla großen Erfolg hatte. 1955 sang sie unter Herbert von Karajan an der Mailänder Scala die Papagena in Mozarts Oper Die Zauberflöte.
Seitdem gastierte sie häufig an der Scala, an der Wiener Staatsoper, bei den Salzburger Festspielen, in Rom, Neapel, Paris und London. 1961 wurde sie Mitglied der Metropolitan Opera New York. Sie wurde vor allem als Mozart- und Rossini-Interpretin mit vorzüglicher Koloraturtechnik geschätzt, hat sich aber auch als Konzertsängerin einen internationalen Namen gemacht.
Es existieren zahlreiche Tondokumente von Graziella Sciutti, unter anderem Gesamtaufnahmen von Alcina mit Joan Sutherland, Teresa Berganza und Luigi Alva, Don Pasquale und Fidelio bei Decca, Don Giovanni mit Elisabeth Schwarzkopf, Eberhard Waechter, Giuseppe Taddei und Luigi Alva bei EMI-Electrola. Außerdem führt Decca ein Sängerporträt und RCA eine Gesamtaufnahme von Giacomo Puccinis selten gespielter Operette La rondine.